# 葉山樓
24°52′11″N 121°12′49″E / 24.869604°N 121.213586°E
葉山樓，是位於臺灣桃園市龍潭區、臺3線旁的民房，以建築風格怪異聞名。

## 建築
開車從福爾摩沙高速公路龍潭交流道下來，往小人國主題樂園或石門水庫的方向，就能見到一棟像城堡又像大樓的葉山樓。此樓位於龍潭主要幹道中豐路（臺3線）、大昌路（臺3線）、東龍路、中正路交會的叉路口。為葉發苞在1989年，以三百萬買下建坪一百坪起建。

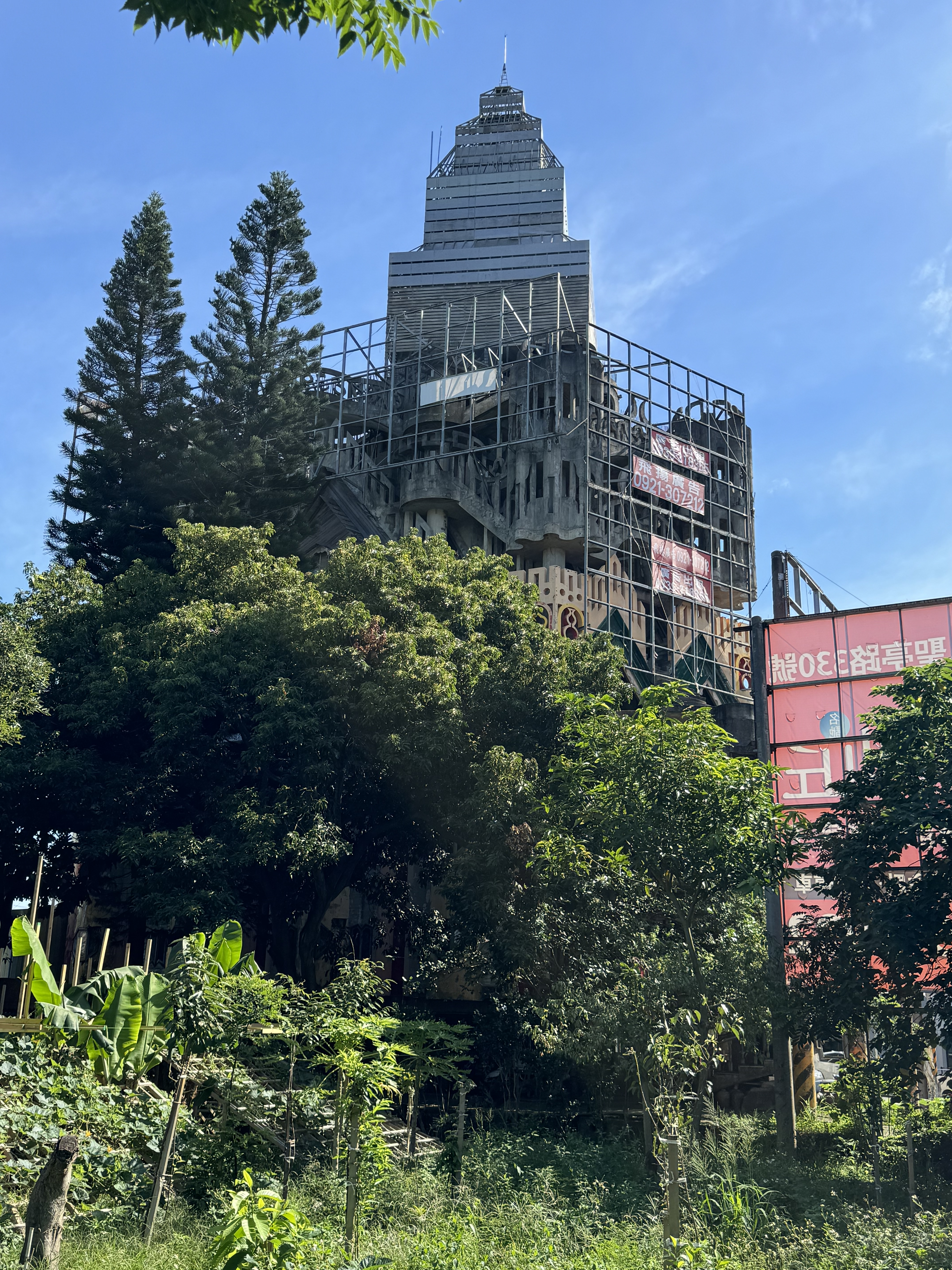
葉山樓背側

葉發苞為葉山鐵材公司負責人，世居龍潭，小十二歲的二弟葉發海曾任龍潭鄉長。由於父親葉標騎是建築承包商，葉發苞幼年時就想著有朝一日要蓋一棟夢想的空中城堡，但直到三十五歲時從土木包商改行作鋼筋販售，才有餘力完成夢想。但首先就遭到父親的反對，再加上妻子、親友等不看好，讓他一度打消念頭。
葉山樓計畫蓋到十樓，規劃一樓作餐廳、二樓作客家文化展示、三樓作自家居住、四樓開設茶藝館等。頂部計畫興建縮小版艾菲爾鐵塔、阿拉丁神燈、新天鵝城堡、及俄國紅場。
葉發苞並無接受過專業的建築理論，也對力學原理也沒概念，而憑著建築工的自身經驗而隨想隨建，甚至有時會叫工人停工，等他思考一夜後，第二天再繼續。葉山樓底層的一、二樓的八角窗具有中式風格，其上則像是歐式城堡。起初，葉山樓興建時，風格並不讓人感覺怪異，直到屋頂開始發展特色。他說是以中國故有建築為基，融和歐洲中古城堡特色，再發揮自己的創意，從設計、建造到監工一手包辦。為了打造，他雇用基礎工、鐵工、板模工、水電工及水泥工等等，最多時動用十餘名工人。至於安全性曾受外界關切，他是以已打了廿六根柱子作保障。父親一度來幫蓋房子，直到認為不知兒子倒底在蓋什麼，才止住。二弟葉發海崇拜大哥，在暑假期間會前來擔任小工。
長久以來，因此屋無門牌號碼，又外表得陰森古怪，曾養了百多隻鴿子，因此被冠以「怪屋」、「鳥屋」、「鬼屋」等等。著有《蓋自己的房子》、《蓋綠色的房子》、《改造老房子》等書的作家林黛羚，將葉發苞、開設伍角船板餐廳的謝麗香，形容是「追求夢想的可愛素人」。
1991年時葉山樓原先以木材興建，且已到六樓；在1999年報導時已蓋到八樓，並補強灌以鋼筋水泥；至2010年，依然停在八樓，且工具積灰。對此，葉發苞解釋因每次出國察看建物就有不同想法，再加上參與社團，工程只好暫停。因以「怪屋」名氣響亮，連建築系的學生都曾前來進行田野調查。像2011年，張純芳、高玉馨、張玉姍三位大學女學生走訪全臺灣九棟神秘房子時，就將此屋、與民雄鬼屋、林開郡洋樓等列為名單。當完工後，葉發苞會立一個自己的銅像，否則就就讓兒子繼承遺志。

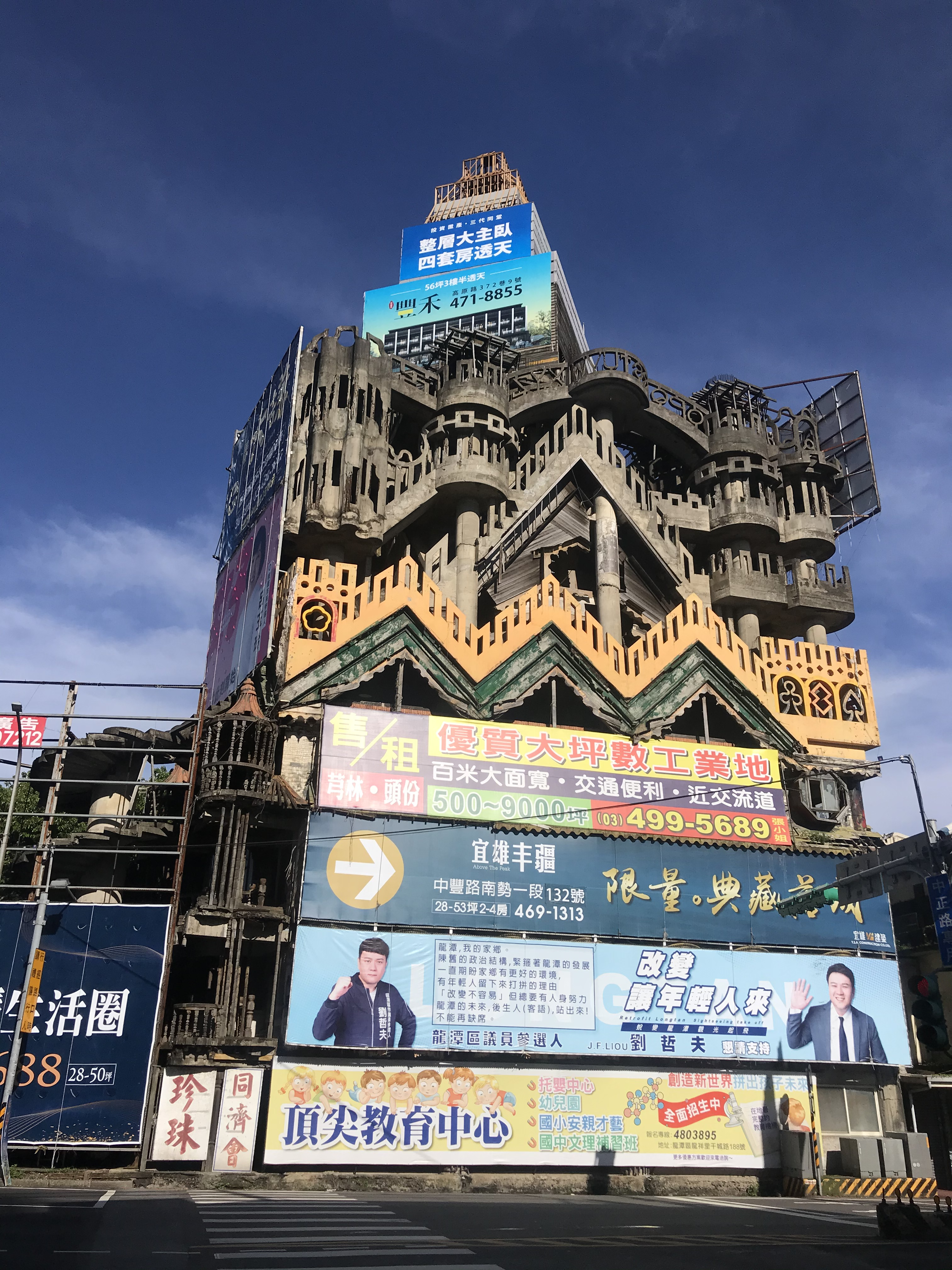
葉山樓原先廣告看板

2014年，隨著桃園房地產飆漲，地點極佳、八層樓高的葉山樓也被廣告商相中，牆面作為出租廣告。這些大量廣告看板、招牌嚴重遮擋葉山樓大部分的建築。對此，葉發苞是說目前還在興建中，暫時用廣告牆面遮起來也好，待落成後就不會再出租外牆，以現完整風貌。2024年，桃園市政府建築管理處以公文要求葉山樓限期改善廣告，否則就會依法開罰。